# Nicky, Ricky, Dicky & Dawn
Nicky, Ricky, Dicky & Dawn é uma série de televisão estadunidense no formato sitcom produzida pela Nickelodeon. Foram confirmados 13 episódios para a série em 13 de março de 2014. No Brasil, a série estreou em 10 de novembro de 2014, na Nickelodeon. Em Portugal, estreou em 26 de janeiro de 2015, no Nickelodeon. Em 18 de novembro de 2014, a série foi renovada para uma segunda temporada. Em 9 de fevereiro de 2016, a série foi renovada para uma terceira temporada, que tem previsão de 14 episódios. Em 15 de novembro de 2017, a série foi renovada para sua última temporada, composta por apenas 14 episódios. A série teve seu final no dia 4 de Agosto de 2018.
Em 4 de outubro de 2017, o ator Mace Coronel (intérprete do Dicky) sai da série, faltando 5 episódios para terminar a 4ª temporada.

## Enredo
A série retrata o dia a dia dos irmãos Nicky, Ricky, Dicky e Dawn, quadrigêmeos que não tem nada em comum, além da data de aniversário e os seus pais. A família dos quadrigêmeos é muito louca, sempre se metendo em confusões.

## Personagens
- Dawn Abigail Harper: ela é a irmã mais velha e a primeira nascida dos quadrigêmeos. Embora ela seja um pouco moleca, também gosta de coisas mais femininas. O seu papel é interpretado pela atriz Lizzy Greene.
- Richard "Ricky" Jared Harper: ele é considerado como o irmão mais inteligente entre os quadrigêmeos, e também pode quebrar regras. Ele é bastante engraçado. Ele é interpretado pelo ator Casey Simpson.
- Dominic "Dicky" Steve Harper: ele se preocupa muito com a sua aparência, mas não é tão bom com garotas (como é mostrado no Episódio 5, Da primeira temporada). O seu papel é interpretado por Mace Coronel.

- Nicholas "Nicky" Daniel Harper: o irmão mais novo (e último nascido) dos quadrigêmeos. Ele tem o cabelo preto. O seu papel é interpretado pelo ator Aidan Gallagher.

### Elenco adjacente
- Maya "Mae" Beatrice Valentine: é a melhor amiga de Dawn, a irmã maior da família Harper. Ela é bem otimista e adora coisas boas. Ela é retratada pela atriz Kyla Drew Simmons.

- Josie Cooper: trabalha no café da Get-Sporty. Ela é a babysitter dos irmãos quadrigêmeos Harper. Sai da série na segunda temporada.

- Pata Fofa Tiberius Harper: é o cachorro de estimação da família Harper.

- Oscar: é um menino esquisito e não tem amigos.

- Natlee: é uma garota irritada e brava, Tem raiva quando chamam ela de Natalie pois seu nome não tem A.

- Mack: é a paixão de Dawn na escola. É bem quieto, mas em um episódio aprontou muitas vezes com diretor.

- Molly: outra melhor amiga de Dawn, e as vezes é paquerada por Dicky.
- Thomas "Tom" Louisie Harper: ele é o pai dos quadrigêmeos, marido de Chantal e o patriarca da família Harper. Embora seja um crianção na maior parte do tempo, também pode ser sério, mas quase nunca é. O papel é interpretado por Brian Stepanek.

- Chantal Anne Harper: é a mãe dos quadrigêmeos e a matriarca da família Harper, ela é séria. Sempre tenta unir os seus filhos com o trabalho em equipe.

## Elenco
| Personagens   | 1 (2014-2015)             | 2 (2015-2016)             | 3 (2017)                  | 4 (2018)                                   |                 |
| ------------- | ------------------------- | ------------------------- | ------------------------- | ------------------------------------------ | --------------- |
| Nicky         | Protagonista              | Protagonista              | Protagonista              | Protagonista                               |                 |
| Ricky         | Protagonista              | Protagonista              | Protagonista              | Protagonista                               |                 |
| Dawn          | Protagonista              | Protagonista              | Protagonista              | Protagonista                               |                 |
| Dicky         | Protagonista              | Protagonista              | Protagonista              | Co-Protagonista (Aparece ate o Episodio 9) |                 |
| Anne          | Co-Protagonista Principal | Co-Protagonista Principal | Co-Protagonista Principal | Co-Protagonista Principal                  |                 |
| Tom           | Co-Protagonista Principal | Co-Protagonista Principal | Co-Protagonista Principal | Co-Protagonista Principal                  |                 |
| Mae           | Recorrente                | Recorrente                | Co-Protagonista           | Co-Protagonista                            | Co-Protagonista |
| Jossie Cooper | Recorrente                | Ausente                   | Ausente                   | Ausente                                    |                 |
| Oscar         | Recorrente                | Recorrente                | Recorrente                | Recorrente                                 |                 |
| Natlle        | Recorrente                | Recorrente                | Recorrente                | Recorrente                                 |                 |
| Mack          | Recorrente                | Recorrente                | Recorrente                | Recorrente                                 |                 |
| Molly         | Recorrente                | Recorrente                | Recorrente                | Recorrente                                 |                 |

## Dublagem
| Personagem   | Dublador                                                                                    |
| ------------ | ------------------------------------------------------------------------------------------- |
| Nicky Harper | Renato Cavalcanti                                                                           |
| Ricky Harper | Lipe Volpato                                                                                |
| Dicky Harper | Lorenzo Ennes (1ª temporada, até o ep. 11) Úrsula Bezerra (ep. 12 da 1ª temporada-presente) |
| Dawn Harper  | Thaynara Bergamim                                                                           |
| Tom Harper   | Claudinei Brandão (1 Temporada) Luiz Laffey (2 temporada em diante)                         |
| Anne Harper  | Jaqueline Momesso (1 Temporada) Isabel de Sá (A partir da 2 Temporada)                      |
| Mae          | Ysa Moreno                                                                                  |

## Episódios
| Temporada | Temporada | Episódios | Exibição original      | Exibição original   | Exibição no Brasil     | Exibição no Brasil     | Exibição em Portugal  | Exibição em Portugal  |
| Temporada | Temporada | Episódios | Estreia de temporada   | Final de temporada  | Estreia de temporada   | Final de temporada     | Estreia de temporada  | Final de temporada    |
| --------- | --------- | --------- | ---------------------- | ------------------- | ---------------------- | ---------------------- | --------------------- | --------------------- |
|           | 1         | 20        | 13 de setembro de 2014 | 24 de março de 2015 | 10 de novembro de 2014 | 27 de maio de 2015     | 26 de janeiro de 2015 | 14 de maio de 2015    |
|           | 2         | 25        | 23 de maio de 2015     | 6 de agosto de 2016 | 14 de setembro de 2015 | 12 de setembro de 2016 | 5 de outubro de 2015  | 9 de setembro de 2016 |
|           | 3         | 23        | 7 de janeiro de 2017   | 5 de agosto de 2017 | 1 de maio de 2017      | 7 de abril de 2018     | 14 de maio de 2017    | 27 de outubro de 2017 |
|           | 4         | 14        | 6 de janeiro de 2018   | 4 de agosto de 2018 | 16 de abril de 2018    | 28 de outubro de 2018  | 23 de abril de 2018   | 6 de agosto de 2018   |

## Prêmios e indicações
| Ano  | Prêmio              | Categoria                               | Recebido por               | Resultado | Ref.  |
| ---- | ------------------- | --------------------------------------- | -------------------------- | --------- | ----- |
| 2015 | Kids' Choice Awards | Programa Infantil de TV Favorito        | Nicky, Ricky, Dicky & Dawn | Indicado  |       |
| 2016 | Kids' Choice Awards | Ator de TV Favorito - Programa Infantil | Aidan Gallagher            | Indicado  | [ 9 ] |
| 2016 | Kids' Choice Awards | Ator de TV Favorito - Programa Infantil | Casey Simpson              | Indicado  | [ 9 ] |
| 2016 | Kids' Choice Awards | Atriz de TV Favorita                    | Lizzy Greene               | Indicada  | [ 9 ] |

## Ligações Externas
- «Sítio oficial» (em inglês)
- Nicky, Ricky, Dicky & Dawn. no IMDb.